# Metamorphosiz: The End Remixes, Vol. 1
Metamorphosiz: The End Remixes, Vol. 1 è un EP del gruppo christian metal canadese Thousand Foot Krutch, pubblicato nel 2012 in formato digitale.

## Tracce
1. War of Change (Andy Hunter° remix) – 5:18
2. Light Up the Sky (Solomon Olds remix) – 3:23 (Augustine, Bruyere, McNevan, Sprinkle)
3. Let The Sparks Fly (The Robbie Bronnimann mix) – 5:23 (Augustine, Bruyere, McNevan, Sprinkle)
4. We Are (Karmageddon remix) – 5:04
5. I Get Wicked (Andy Hunter° trip mix) – 4:23

## Classifiche
| Classifica  | Posizione migliore |
| ----------- | ------------------ |
| iTunes Rock | 1                  |
| iTunes U.S. | 25                 |